# جورج نيويل
جورج نيويل (بالإنجليزية: George Newell)‏ هو لاعب كرة قدم بريطاني في مركز الهجوم، ولد في 21 يناير 1997 في Formby ‏ في المملكة المتحدة. لعب مع نادي إيفرتون.

## وصلات خارجية
- جورج نيويل على موقع قاعدة بيانات كرة القدم.إي يو (الإنجليزية)
- جورج نيويل على موقع Soccerbase.com (لاعب) (الإنجليزية)
- جورج نيويل على موقع Soccerway.com (الإنجليزية)
- جورج نيويل على موقع عالم كرة القدم.نت (الإنجليزية)